# Torcuato Luca de Tena y Álvarez Ossorio
Torcuato Luca de Tena y Álvarez-Ossorio (Sevilla, 21 de febrero de 1861-Madrid, 15 de abril de 1929) fue un periodista y empresario español, primer marqués de Luca de Tena. Fue fundador de la revista Blanco y Negro que se englobaría en el grupo de medios Prensa Española, del que también formó parte el periódico ABC.

## Biografía

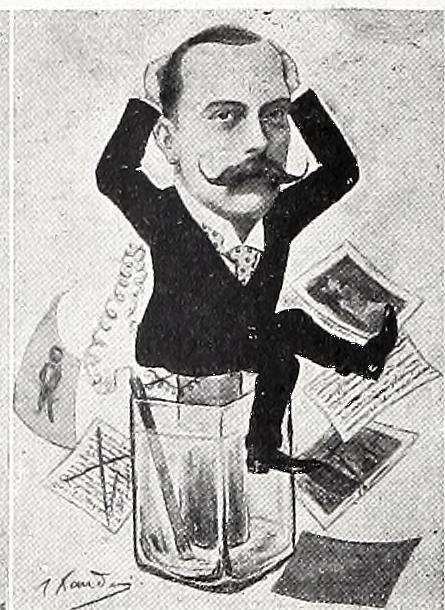
Caricaturizado por Xaudaró (Blanco y Negro, 11 de mayo de 1901)

Nacido en Sevilla el 21 de febrero de 1861, era hijo de una acomodada familia industrial de la ciudad, vinculada de antaño al espíritu liberal. Hizo en su ciudad natal sus primeros estudios. Apenas cumplidos los doce años, fundó en Madrid, con otros compañeros de su edad, un semanario infantil, titulado La Educación, prueba precoz de su vocación periodística. A la vez que estudiaba la carrera de Derecho, se inició como agregado diplomático en la embajada de España en Marruecos, entre 1876 y 1878. Tras esta corta pero intensa experiencia diplomática, y terminada su licenciatura en la Universidad madrileña, estuvo unos diez años dedicado a los negocios familiares y a la alta banca, viajando con frecuencia por el extranjero, donde pudo estudiar de cerca el grado de adelanto que tenía a la sazón el periodismo europeo.

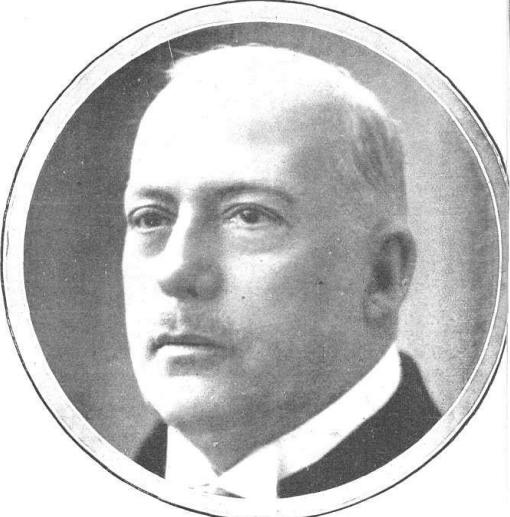
Hacia 1929

El Madrid social de la Regencia le hizo desembocar, por pura vocación periodística, por su temperamento españolista y por su depurado gusto artístico, en el mundo del periodismo. Luca de Tena intuyó el moderno sentido empresarial de la prensa en una época en que comenzaba a hacer crisis el viejo estilo de los órganos políticos españoles. Así surgió la idea de crear Blanco y Negro, la primera empresa periodística importante de Luca de Tena. Fundado este semanario en Madrid el 10 de mayo de 1891, fue el exponente más claro de cómo triunfaría el lema «la letra con monos entra» entre grandes sectores de público.

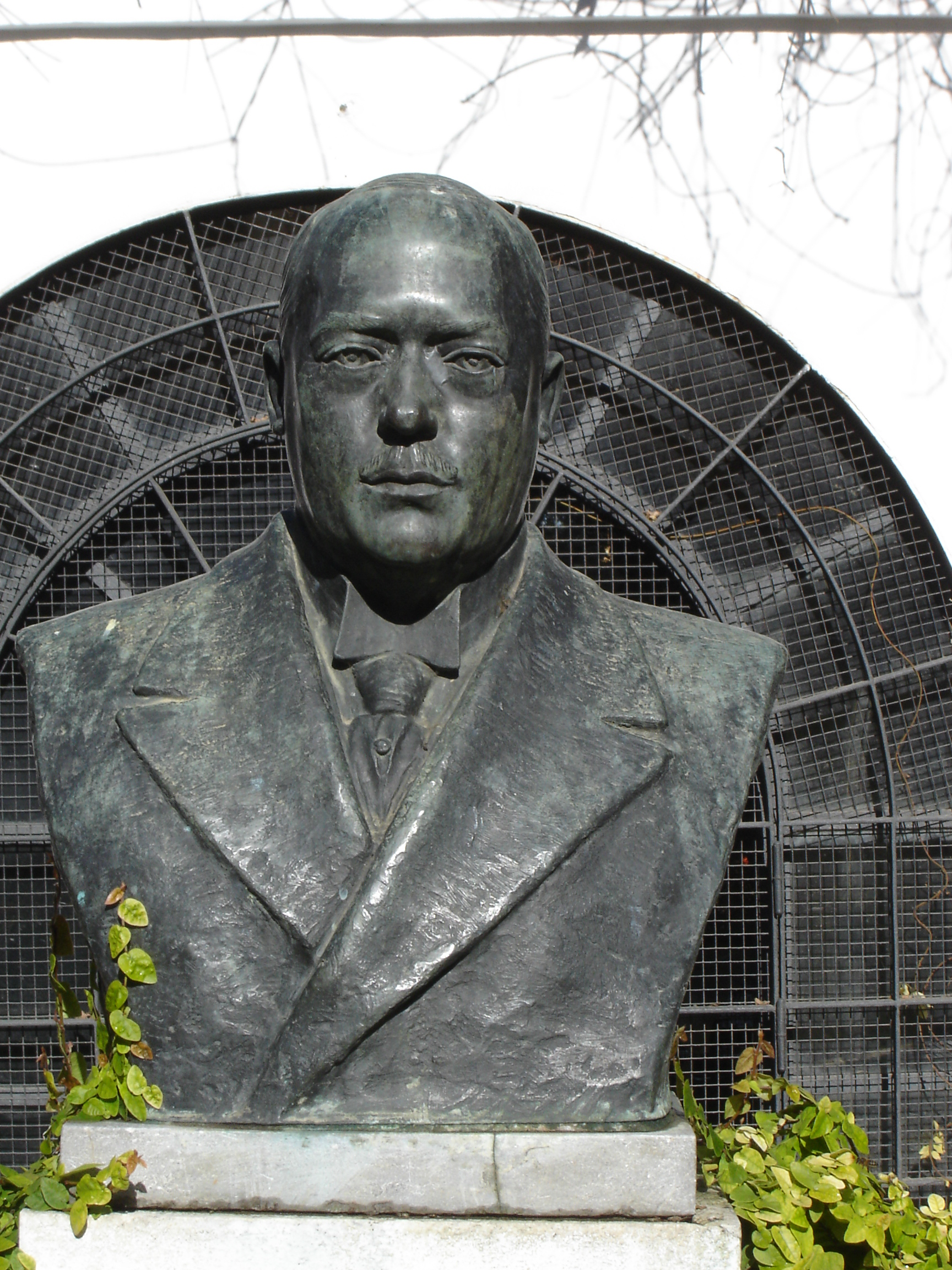
Busto de Luca de Tena en la glorieta homónima del parque de María Luisa (Sevilla)

La revista Blanco y Negro fue la base editorial desde la cual Luca de Tena partió para la creación de ABC, nacido como semanario el 1 de enero de 1903 y convertido en diario el 1 de junio de 1905. Las diferentes campañas patrióticas de este rotativo consolidaron pronto su prestigio. Luca de Tena levantó una empresa editorial, Prensa Española, S. A., que fue la instalación periodística más importante de España en su época fundacional, y la dotó con modernos adelantos técnicos en las artes gráficas; de ella fueron saliendo muchos títulos de periódicos y revistas: Gedeón (1895-1907), Gente Menuda (1906-10), Actualidades (1908-10), El Teatro (1909-10), Los Toros (1909-10) y Ecos (1912), diario de la noche.
Procuró siempre a sus empresas cierta carga ideológica, atenuada por su españolismo y su ideario monárquico. Luca de Tena militó en el Partido Liberal-Conservador y fue diputado por Martos en las legislaturas de 1893, 1898 y 1901, y senador, por Jaén en 1903 y 1905 (su vinculación con Jaén le viene a través de su matrimonio con Esperanza García de Torres León, sobrina del célebre político liberal Eduardo León y Llerena, propietario del Balneario de Marmolejo de 1882 a 1900); y asimismo fue diputado por Sevilla en 1907, siéndolo más tarde vitalicio hasta el gobierno del general Primo de Rivera, en 1923. Luca de Tena rehusó dos veces ser ministro, con Canalejas primero, y con Maura después, pero en su vida parlamentaria intervino defendiendo problemas del ramo de comunicaciones, y por su iniciativa se lograron reformas tan interesantes para el periodismo como la libranza de prensa, el franqueo concertado y ciertas modificaciones en el giro postal. Meses antes de morir Luca de Tena, Alfonso XIII le otorgaba el título de marqués de Luca de Tena para sí y sus hijos y descendientes, «premiando de este modo los grandes y constantes servicios que a la nación y a la monarquía ha prestado el ilustre patricio». A la hora de morir, Luca de Tena dispuso que su esquela solo tuviese un título: periodista.